# Rio Dracu (Tărlung)
O Rio Dracu (Tărlung) é um rio da Romênia, afluente do Tărlung, localizado no distrito de Braşov.